# Teresin-Karczma
Teresin-Karczma – osada śródleśna w Polsce położona w województwie wielkopolskim, w powiecie czarnkowsko-trzcianeckim, w gminie Trzcianka, na obszarze leśnym pomiędzy Teresinem i trasą drogi wojewódzkiej nr 178. Znajdują się tu leśniczówka "Teresa" i gajówka "Karczma".
W latach 1975–1998 miejscowość należała administracyjnie do województwa pilskiego.
Zobacz też: Teresin